# Pour Some Sugar on Me
 (décembre 2014).
Singles de Def Leppard
Animal
(1987) Hysteria
(1987)
Pistes de Hysteria
Love Bites Armageddon It
Pour Some Sugar on Me est une chanson du groupe de hard rock britannique Def Leppard, enregistrée en 1987 et issue de l'album Hysteria. Elle atteint la seconde place du classement Billboard Hot 100, devenant ainsi un classique de MTV. Le titre de la chanson fait allusion à la coda du single Sugar, Sugar (1969) de l'album Everything's Archie du groupe The Archies. Ses paroles très orientées vers le sexe ont valu au groupe une mauvaise réputation auprès des critiques de l'époque. Le succès du single aux États-Unis a contribué au succès commercial de l'album Hysteria outre-Atlantique.

## Production
À la fin de l'enregistrement de l'album Hysteria, durant une pause, le chanteur Joe Elliott joue un riff.  Le producteur Mutt Lange suggère qu'il soit développé et qu'il devienne un titre à part entière. Bien que déjà en retard sur le planning d'enregistrement, Mutt Lange estime que l'album manque encore un hit et pense que cette dernière chanson en a le potentiel. En deux semaines la chanson est achevée et intégrée comme douzième piste dans l'album Hysteria.
Au printemps 1988, Hysteria se vend à 3 millions d'exemplaires. Ce n'est pas suffisant pour couvrir les coûts de production de l'album (le plus cher de l'histoire à l'époque). Le groupe édite une séquence provenant d'un film de concert à venir pour en faire un nouveau clip promotionnel avec Pour Some Sugar on Me. Il sort en tant que quatrième single en Amérique du Nord.

## Accueil
Le succès quelque peu retardé de Pour Some Sugar on Me (en raison de la nouvelle version promo) a fait grimper les ventes de Hysteria à un niveau que le groupe n'avait pas imaginé. Il a atteint le numéro 1 sur le tableau Pop Albums (maintenant le Billboard 200) un an après sa sortie, l'album s'est vendu à quatre millions d'exemplaires lors de l'apparition du single. La vidéo est restée numéro 1 de la demande du show Dial MTV pendant 85 jours, ce qui représente la plus longue durée en tête du classement sur Dial MTV. La série a pris fin le 7 octobre 1988 en étant remplacée par la vidéo de Britny Fox Long Way To Love. La chanson atteint la place de numéro 1 du classement au Canada, numéro 2 du classement au Billboard Hot 100 américain, le numéro 18 dans le UK Singles Chart et numéro 26 dans les charts ARIA en Australie,.
MTV a classé Pour Some Sugar on Me numéro 1 dans le Top 300 Videos of All Time en mai 1991. En 2006, VH1 a classé la chanson numéro 2 sur sa liste des 100 Greatest Songs of the '80s.
En 2012, le groupe a ré-enregistré la chanson, ainsi que Rock of Ages, sous le titre Pour Some Sugar on Me 2012. Il est sorti en juin 2012.

## Clip
Deux clips différents pour la chanson ont été produits. La première version montre le groupe jouant dans une majestueuse maison irlandaise abandonnée (Mount Merrion Maison à Stillorgan, Dublin), alors qu'elle est en cours de démolition. Détestée par les membres du groupe, et filmée avant que Pour Some Sugar on Me ne soit devenu un énorme méga-hit aux États-Unis, une seconde vidéo est sortie où le groupe joue simplement la chanson live pour MTV (US). La vidéo originale n'a jamais été montrée au Royaume-Uni. Cette vidéo a été éditée conjointement à partir de séquences d'un concert qui sera finalement sorti en vidéo en 1989 Live: In the Round, in Your Face. Le groupe a également présenté une extension par rapport à la version de l'album : Step inside, rock this way... La plupart des compilations utilisent cette version prolongée de la chanson.

## Liste des chansons
| 1. | Pour Some Sugar on Me | 4:25 |
| 2. | Ring of Fire          | 4:42 |

| 1. | Pour Some Sugar on Me | 4:52 |
| 2. | Pour Some Sugar on Me | 4:25 |
| 3. | I Wanna Be Your Hero  | 4:29 |

| 1. | Pour Some Sugar on Me | 4:52 |
| 2. | Release Me            | 3:33 |
| 3. | Rock of Ages          | 8:42 |

## Charts
| Charts                      | Meilleure position |
| --------------------------- | ------------------ |
| Australian ARIA Charts      | 26                 |
| Dutch Mega Charts           | 94                 |
| German Media Control Charts | 50                 |
| Irish Singles Chart         | 8                  |
| New Zealand Singles Chart   | 16                 |
| UK Singles Chart            | 18                 |
| US Billboard Hot 100        | 2                  |